# Рейнер, Яков
Юзеф Яков Рейнер (пол. Józef Jakub Reiner; около 1840 — 27 ноября 1866, Иркутск) — польский повстанец, участник январского восстания 1863 года, один из организаторов и руководителей Кругобайкальского восстания (1866).

## Биография

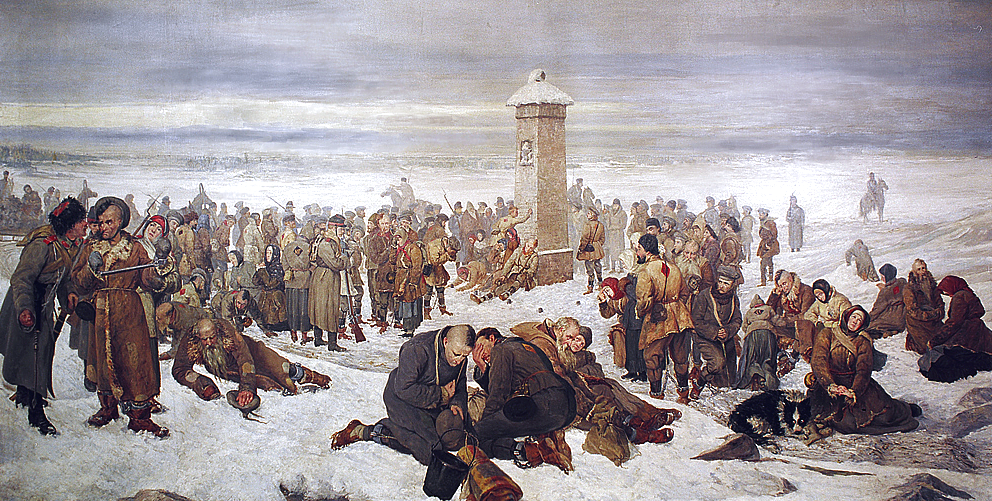
Ссылка в Сибирь. "Прощание с Европой" худ. А. Сохачевский

Был фармацевтом в Варшаве. Активный участник польского восстания 1863 года. После его подавления, был осуждëн царскими властями на каторжные работы в отдалëнных районах Российской империи в Забайкалье.
Летом 1866 года часть каторжников-поляков, работавших на строительстве Кругобайкальского тракта, организовала заговор и решила напасть на конвой, обезоружить его и пойти дальше в Забайкалье, с целью освобождения других польских ссыльных, а затем бежать через Монголию в Китай в надежде найти английские корабли, чтобы через Америку вернуться в Европу.
Возглавляли восстание 48-летний Нарциз Целинский, бывший капитан русской армии (ранее, при Николае I, сосланный на Кавказ), и 30-летний пианист Густав Шарамович. Их помощниками были 30-летний варшавянин Владислав Котковский, сосланный по подозрению в принадлежности к «народным жандармам» и причастности к убийству полицейского агента, и Яков Рейнер.
Вечером 24 июня 1866 одна из култукских партий (48 поляков) напала на своих конвойных, отняла у них оружие и, захватив лошадей, отправилась дальше по тракту на почтовую станцию Амурскую, где также разоружила солдат, испортила телеграфное сообщение с Иркутском, и с примкнувшими к ней людьми двинулась далее.
В ходе восстания Яков Рейнер командовал одним из двух конных отрядов (около 20 всадников). Ночью 27 июня повстанцы во главе с Рейнером и Катковским пришли на станцию Лихановскую. Солдаты, охранявшие станцию, забаррикадировались в станционном доме и отстреливались через окна. Им на выручку подошёл отряд майора Рика (80 человек), переправившийся на пароходе через Байкал. Повстанцы подожгли станционное строение и отступили. Солдаты преследовали «сибирский легион вольных поляков» (как называли себя восставшие) до реки Быстрой, где 28 июня у моста неподалёку от ст. Мишиха произошёл решающий бой, в котором поляки были разгромлены, а их отдельные группы рассеялись и три недели блуждали по тайге, пытаясь пробиться к границе. Против них были посланы крупные силы, которые вступили с ними в боевые стычки (9 июля в долине реки Темник, затем 14 июля в урочище Урбантуй и наконец 25 июля снова в долине реки Темник); в последней стычке остатки поляков, расстреляв все боеприпасы, сдались.
После подавления мятежа Рейнер вместе с 680 другими повстанцами был арестован и доставлен в Иркутск, где 16 августа 1866 началось судебное следствие.
Военно-полевой суд над восставшими проходил в Иркутске с 29 октября по 9 ноября. Всего предстало перед судом 683 человека, из которых виновными было признано 418. Наказанию в конечном итоге были подвергнуты 326 человек: 7 «зачинщиков» были приговорены к расстрелу; 197 участников — к бессрочной каторге, а 122 восставшим был увеличен срок каторги. Генерал-губернатор Восточной Сибири М. С. Корсаков утвердил лишь 4 смертных приговора из семи: Целинскому и Шарамовичу как вожакам восстания, и Рейнеру и Катковскому как «предводителям шаек», сжёгшим Лихановскую. Они были расстреляны 15 (27) ноября 1866 года в Иркутске в Знаменском предместье за Якутской заставой. Это произошло ориентировочно в районе современной застройки конечной части улицы Рабочего Штаба (бывшей Якутской).
По одной из версий, Корсаков запросил у Александра II разрешения помиловать приговорённых к смерти; царь такое разрешение дал, но оно опоздало: пришло по почте через месяц после казни первых четырёх приговорённых.